# CFH Racing
CFH Racing foi uma equipe norte-americana de automobilismo fundada em agosto de 2014 pelo piloto Ed Carpenter. Disputou a temporada de 2015 da IndyCar Series, tendo como pilotos o próprio Carpenter (apenas em circuitos ovais), Josef Newgarden (temporada completa), J. R. Hildebrand (GP de Indianápolis e as 500 Milhas) e o italiano Luca Filippi (provas realizadas em circuitos mistos e de rua).

## Formação da CFH
Em 16 de agosto de 2014, o jornalista Robin Miller disse que Ed Carpenter pretendia fundir sua equipe (Ed Carpenter Racing) com a Sarah Fisher Hartman Racing, comandada pela ex-piloto Sarah Fisher, e por onde o nativo de Indianápolis correra em 2011 antes de exercer as funções de piloto e chefe de equipe.
No dia seguinte, Josef Newgarden, então piloto da Fisher Hartman, abriu mão de uma renovação do seu contrato para entrar no projeto da CFH. Em 27 de agosto, a nova equipe confirmou que utilizaria motores Chevrolet e um mês depois, Carpenter oficializou a Fuzzy's Premium Vodka como patrocinador principal.
Em 16 provas, a CFH obteve 4 pódios, 2 vitórias e uma pole-position - estas últimas conquistadas por Newgarden.